# Saint-Barthélemy (Borgogna-Franca Contea)
Saint-Barthélemy è un comune francese di 1 173 abitanti situato nel dipartimento dell'Alta Saona nella regione della Borgogna-Franca Contea.

## Società

### Evoluzione demografica
Abitanti censiti